# Noemi Gabrielli
Noemi Gabrielli (Pinerolo, 30 settembre 1901 – Asti, 9 luglio 1979) è stata una storica dell'arte, museologa e funzionaria italiana.

## Biografia

### Formazione
Diplomata in pianoforte, dopo il suo trasferimento a Napoli, si laurea in lettere all'Università di Torino nel 1926 con una tesi su Paolo Veronese, relatore Lionello Venturi. Nel 1928 consegue il perfezionamento in Storia dell'Arte all'Università di Roma, seguendo i corsi di Pietro Toesca.

### Attività professionale
Appena laureata, nel 1926, si occupa del riordino della Pinacoteca dell'Accademia Albertina a seguito della rinuncia all'incarico da parte di Lionello Venturi; pur attenendosi alle linee guida del Venturi, che prevedono un allestimento cronologico aperto dai 59 cartoni gaudenziani, cerca di esporre il maggior numero di opere distribuendole in ordine cronologico e suddividendole in scuole, per offrire una panoramica esaustiva del contesto storico artistico.
Nel 1934 vince il concorso ed entra alla Soprintendenza all'arte medievale e moderna del Piemonte e della Liguria con il ruolo di ispettrice storica dell'arte presso la sede della Regia Pinacoteca di Torino, sezione Oggetti d'Arte. In entrambe le regioni esegue un'approfondita ricognizione e il censimento del patrimonio storico artistico, pubblico e privato, affiancando il soprintendente Carlo Aru, con cui collaborerà fino al 1952. 
Ha un ruolo di primo piano nell'allestimento di due mostre presso Palazzo Carignano a Torino: una dedicata al barocco nel 1937 e una al gotico piemontese nel 1939.
In seguito allo scoppio della seconda guerra mondiale, la soprintendenza predispone un piano di protezione dei dipinti della Galleria Sabauda e dei beni d'arte medievale e rinascimentale esposti nelle chiese della Valle di Susa e della Valle d'Aosta. Affianca Aru in questa operazione di trasferimento rapido delle opere nel castello di Guiglia, rifugio individuato grazie all'iniziativa di Ugo Procacci, sovrintendente di Modena. Si occupa anche di tutelare le opere d'arte rimaste in Piemonte e di recuperare i cimeli danneggiati a Genova, a seguito dei bombardamenti della RAF.
Con l'aggravarsi della situazione bellica e politica italiana, nel mese di ottobre del 1943, il rifugio di Guiglia diviene poco sicuro; si decide quindi di ricollocare le opere nelle chiese da cui erano state prelevate, operazione in cui svolge di nuovo un ruolo fondamentale, anche grazie alla sua ottima conoscenza della lingua tedesca. Si espone infatti in prima persona per convincere il Ministero dell'educazione a favorire il trasferimento, aggirando i numerosi ostacoli causati dall'occupazione nazista dell'Isola Bella, sul Lago Maggiore, luogo di destinazione dei beni. Accompagna personalmente molte delle casse contenenti le opere d'arte, mettendo in pericolo la sua stessa vita durante le missioni notturne: per queste gesta coraggiose ottiene un encomio solenne da Carlo Alberto Biggini, allora ministro dell'educazione nazionale. 
Sempre durante la guerra, scrive un lungo testo sulle pitture romaniche, pubblicato nel 1944 come primo volume dell'opera Repertorio delle cose d'arte del Piemonte a cura di Vittorio Viale.

### Soprintendente in Piemonte
Dopo la fine del conflitto mondiale, si impegna nella riconsegna delle opere alle rispettive sedi e affronta il problema di una nuova sistemazione della Galleria Sabauda. Nominata Soprintendente alle Gallerie per il Piemonte nel 1952 dopo il pensionamento di Carlo Aru, insieme all'architetto Piero Sampaolesi cura il riallestimento della galleria al secondo piano dell'Accademia delle Scienze (1952-1959), negli ambienti rinnovati delle serre del Palazzo Reale. Si impegna inoltre al recupero di alcune opere della collezione Riccardo Gualino, trasferite all'Ambasciata d'Italia a Londra nel 1931, come arredo di lusso. 
Progetta uno studio scientifico dei pezzi dell'Armeria Reale funzionale alla loro esposizione e nel 1961 cura la sistemazione del Museo dell'arte e dell'ammobiliamento della Palazzina di caccia di Stupinigi in occasione delle celebrazioni del centenario dell'Unità d'Italia, sistemazione poi completata nel 1963 per la mostra dedicata al Barocco piemontese. 
Non si occupa soltanto del sistema museale torinese, ma riallestisce e ordina gran parte degli spazi espositivi del territorio regionale, tra cui il Museo della scultura di Ponzone, il Museo Storico del Verbano, attualmente denominato Museo del paesaggio a Pallanza e i Musei Civici di Casale. Segue inoltre i restauri degli affreschi delle Storie della Passione di Giovanni Martino Spanzotti nella chiesa di San Bernardino a Ivrea. 
Nel 1966 è collocata a riposo e passa le consegne a Franco Mazzini.

Nel giugno del 1967 a Torino le viene assegnato il Premio Speciale del Centenario Sociale con la seguente motivazione: 
(Atti della Società degli Ingegneri e degli Architetti in Torino)
Muore ad Asti nel 1979 a 78 anni. Pinerolo le ha dedicato una via in un quartiere periferico di nuova costruzione, e il Museo civico di Casale Monferrato le ha dedicato una sala.
Nell'aprile del 2016 Claudio Bertolotto, storico dell'arte, già direttore della Soprintendenza ai beni storici, artistici ed etnoantropologici del Piemonte, descrive la figura di Noemi Gabrielli in una conferenza dal titolo La salvaguardia dei beni culturali piemontesi in tempo di guerra e in tempo di pace: dall'esempio di Noemi Gabrielli all'impegno quotidiano per la tutela.

## Archivio
L'archivio Gabrielli, conservato all'Archivio storico di Torino, riunisce le carte prodotte dalla Regia Soprintendenza all'Arte Medievale e Moderna a partire dagli anni venti fino al 1966, anno del pensionamento della funzionaria. Sono presenti anche alcuni documenti anteriori al 1920, alcuni ottocenteschi, e altri posteriori al 1966. Il fondo comprende le attività svolte per le province di Alessandria, Aosta, Asti, Cuneo, Genova, Imperia, La Spezia, Novara, Savona, Torino e Vercelli.

## Pubblicazioni
- Gli affreschi di Maser, Villa Barbaro-Giacomelli, in Nuova Antologia: rivista di lettere, scienze ed arti, n. 260, 1928.
- Un edificio genovese del Quattrocento, il Palazzo di Andrea Doria a S. Matteo, in Bollettino d'Arte, agosto 1933.
- Inventario degli oggetti d'arte esistenti nella r. Accademia Albertina di belle arti in Torino, Bene vagienna, Tip. F. Vissio, 1933.
- La Regia Galleria dell'Accademia albertina di Torino: 72 illustrazioni, Roma, Libreria dello Stato, 1933.
- L'Arte a Casale Monferrato dall'XI al XVIII secolo, Casale Monferrato, Tip. Miglietta, Milano & Company, 1935.
- Noemi Gabrielli, Le Pitture romaniche, in Vittorio Viale (a cura di), Repertorio delle cose d'arte del Piemonte, 1°, S.A.T.E.T., 1944.
- Le miniature delle omelie di San Gregorio, Codice n. 148 della Biblioteca Capitolare vercellese, in Arte del primo millennio, Atti del convegno di Pavia per lo studio dell'arte dell'alto medioevo, Torino, A. Viglongo, 1950.
- Disegno per un intaglio di Porta Piemontese della metà del Settecento, in Palladio: rivista bimestrale di storia dell'architettura sotto gli auspici del sindacato nazionale fascista architetti, n. 1-3, 1964,  p. 82.
- Museo dell'arredamento - Stupinigi. La Palazzina di caccia: catalogo, Torino, Musolini, 1966.
- La Galleria Sabauda a Torino, Roma, Libreria dello Stato, 1968.
- Momenti della pittura nella provincia di Alessandria dal secolo 10. alla fine del secolo 15, contributo alla storia dell'arte piemontese, Alessandria, Tip. Miglietta, Milano & Company, 1935.
- Racconigi, Torino, Istituto Bancario San Paolo, 1971.
- Galleria Sabauda: maestri italiani, ricerca bibliografica di Carlo Caramellino, Torino, ILTE, 1971.
- Arte nell'antico Marchesato di Saluzzo, Torino, Istituto Bancario San Paolo, 1974.